# Adane Girma
Adane Girma (Auasa, 25 giugno 1985) è un ex calciatore etiope, di ruolo attaccante.

## Biografia
In Italia è famoso per la sua somiglianza con Giorgio Chiellini, anche se il suo nome reale spesso non viene citato e ci si riferisce a lui col nome scherzoso di Mohamed Chiellini.

## Carriera

### Club
Inizia a giocare nel club della sua città natale, l'Awassa City, per poi passare, nel 2007, al Saint-George.

### Nazionale
Inizia a giocare con la nazionale etiope nel 2006 e, nel 2013, viene convocato per la Coppa Africa che si terrà in Sudafrica. Durante la competizione segna un goal nella sua prima partita, giocata contro lo Zambia.

## Palmarès

### Club

#### Competizioni nazionali
- Ethiopian Premier League: 5

Saint-George: 2007-2008, 2008-2009, 2009-2010, 2011-2012, 2013-2014, 2014-2015, 2015-2016, 2016-2017
- Ethiopian Cup: 1

Saint-George: 2011